# Polyrhachis yorkana
Polyrhachis yorkana é uma espécie de formiga do gênero Polyrhachis, pertencente à subfamília Formicinae.